# Johnny Boyd
Johnny Boyd (19 augustus 1926 - 27 oktober 2003) was een Amerikaans Formule 1-coureur. Hij reed 6 races in deze klasse; de Indianapolis 500’s van 1955 tot 1960. Zijn beste resultaat was in 1958, hier werd hij derde.